# ローマ-ナポリ高速線
ローマ-ナポリ高速線 (ferrovia ad Alta Velocità Roma-Napoli) は、イタリアの鉄道路線の一つで、1991年から高速・高規格 (Alta Velocità-Alta Capacità, AV-AC) 路線として建設中である。
全長は204.6 km で61のコムーネを通過する。
ローマからグリチニャーノ・ディ・アヴェルサまでの195kmの区間は2005年12月19日に開業し、グリチニャーノ・ディ・アヴェルサからナポリ・アフラゴーラまでの区間は2009年12月13日に完成した。
この路線は欧州横断ネットワーク（TEN-T）の1号線（ベルリン - ミュンヘン - ローマ - パレルモ）の一部を形成している。

## 備考
1. ↑  Tratte attivate da RFI
2. ↑  TRANS-EUROPEAN TRANSPORT NETWORK